# Marian Kamil Dziewanowski
Marian Kamil Dziewanowski (Imperio ruso, 1913-2005) fue un historiador de Polonia, Rusia y Europa moderna.